# Frederiksværk
Frederiksværk é um município da Dinamarca, localizado na região oriental, no condado de Frederiksborg.
O município tem uma área de 90 km² e uma população de 20 324 habitantes, segundo o censo de 2004.